# 최숙자
최숙자(崔淑子)(1941년~2012년 1월 6일)는 대한민국의 가수이다. 1957년 데뷔했으며 히트곡은  개나리처녀, 눈물의 연평도, 처녀뱃사공, 갑돌이와갑순이, 어머니 전상서 등이 있다.

## 앨범[1]
- 갈매기 우는 항구
- 박시춘 귀국 제 2탄
- 최숙자
- Golden Hit 최숙자
- 최숙자 골든
- 최숙자, 백야성 걸작집

## 곡[2]
- 나룻배 처녀
- 개나리 처녀
- 항구의 영번지